# 近衛直麿
近衛 直麿（このえ なおまろ、旧字体：近󠄁衞 直麿󠄁、1900年（明治33年）8月30日 - 1932年（昭和7年）7月22日）は、日本の詩人、ホルン奏者、雅楽研究者。

## 生涯
公爵近衛篤麿の三男として東京市麹町区（現・東京都千代田区）永田町に生まれる。母貞子（もとこ）は加賀前田家14代前田慶寧の六女。
1907年、学習院初等科入学。1913年、学習院中等科に進む直前、継養子となることを前提に、叔父の津軽英麿伯爵の邸宅（東京市麻布区市兵衛町）に預けられる。しかし直麿当人は養子となることに不服であり、1913年10月、病気を理由に学習院中等科を1年次の途中で退学し、津軽英麿の任地の朝鮮に同行。1914年、京城居留民団立京城中学校（現・ソウル高等学校）への入学と退学を経て、同年9月、旧制暁星中学校（現・暁星高等学校）入学。在学中、詩作を三木露風に師事し、処女作詩「メロディー」「思ひ出す音」を書く。当時の学友に今東光や津島文治がいた。1917年頃から学業をほぼ放棄し、花柳界に出没。今東光に連れられて吉原の遊廓に登楼したこともある。
この放蕩生活は、「津軽家に行きたくないなら、さんざん遊んで津軽に勘定を押しつければ向こうから断ってくるだろう」という次兄近衛秀麿の入れ知恵によるものであった、と秀麿の長女の百合子は語っている。だが、津軽家は直麿を諦めず、勘定の始末をつけて何とか直麿が戻ってくれるのを待っていた。
1918年、暁星中学校を落第して中退。1919年3月、早稲田大学文学科予科に入学。同年4月、津軽英麿の死により養子縁組は破談となった。
1920年、処女作『和絃』を上梓。しかしやがて詩作から遠ざかり、酒に溺れ、小説と劇の研究に没頭、伊藤貴麿、伊藤松雄、酒井朝彦、室淳、浜野英二などと雑誌『象徴』を創刊。1920年頃からホルンの独習を始める。
1922年、次兄の近衛秀麿を指揮者として東京帝国大学管弦楽団を率い、ホルン奏者として演奏旅行に参加。1923年頃になると創作の道もほぼ断念し、当時日本では普及していなかったスキーに熱中。1925年、日露交驩交響管絃団や日本交響楽団（現・NHK交響楽団）、新交響楽団（現・NHK交響楽団）に1番ホルン奏者として参加。
このころ、銀座小松食堂（後の松本楼）の女給 川島ミネ(14歳)（峰子、美禰子とも。1912年5月14日生まれ）に惚れて求婚したところ、華族の名を騙って婦女子をたらし込む不届き者との疑いをかけられ、留置場に放り込まれたこともある。1926年、直麿26歳の時、14歳のミネと結婚した。ただしミネは東京本所の破産した宝石商の娘であり、家格の差から母や兄嫁から猛反対を受けたため正式な結婚ではなく、黙許という形の事実婚関係であった。

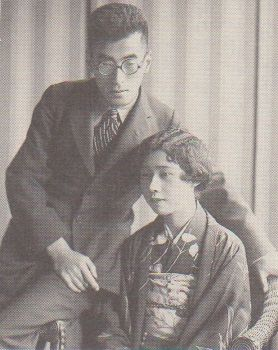
近衛直麿とその妻ミネ。1926年頃。

1929年9月、シフェルブラット指揮でNHKに出演したのを最後に神田の賀古病院に入院する。結核性肋膜炎と診断され、交響楽団を退団。病を得てからは妻とともに鎌倉市長谷の別荘で療養しつつ雅楽研究に打ち込んだ。1930年11月、音楽学の権威の兼常清佐に雅楽論争を挑み、1931年1月、宮廷楽人を中心とする雅楽普及会を脱退。一般愛好者が参加できる雅楽同志協会を結成し、妻とともに協会を主宰。
1932年、ラジオドラマ『木の芽の頃』を書いたが、のちに東京帝国大学附置伝染病研究所附属病院（現・東京大学医科学研究所附属病院）で死去した。
異母長兄の近衛文麿からは「あいつはしようがない野郎だけれども、天才みたいな奴だ」と愛されていた。
なお、ミネ(22歳)は、1934年10月31日、能楽師の楠川正範(明治40年)1907年3月12日 - (昭和44年)1969年6月24日と再婚している。

## 系譜

### 近衞家
近衞家は、藤原忠通の子である近衞基実を始祖とし、五摂家の一つであった。

### 皇室との関係
後陽成天皇の男系12世子孫である。後陽成天皇の第四皇子で近衛家を継いだ近衛信尋の男系後裔。

詳細は皇別摂家#系図も参照のこと。

## 著作
- 『和絃』（敬文館、1920年）
- 『壮快なるスキー術』（実業之日本社、1926年）
- 『初めて麻雀を試る人の為に』（先進堂書店、1930年）
- 水谷川忠麿編『近衛直麿遺稿集』第1冊、第2冊（近衛家私家版、1935年）
- 『越天楽 創作集』（近衛家私家版、1935年）
- 『新板 千鳥足踏先斗町』（近衛家私家版、1935年）

## 関連書籍
- 室淳編『近衛直麿追悼録』（近衛家私家版、1933年）寄稿者は秋田雨雀、伊庭孝、牛山充、上眞行、小寺融吉、近衛秀麿、小森宗太郎、今日出海、塩入亀輔、下田歌子、鈴木三重吉、須永克己、田邊尚雄、堀内敬三、松居松翁、山本久三郎ほか。